# Торвалль, Черстин
Черстин Хильма Маргарета Торвалль (швед. Kerstin Hilma Margareta Thorvall; 12 августа 1925, Эскильстуна — 19 апреля 2010, Стокгольм) — шведская писательница и книжный иллюстратор.

## Биография и творчество
Черстин Торвалль родилась в 1925 году в Эскильстуне. Её родителями были школьные учителя Оке и Тора Торвалль. Впоследствии в своих автобиографических произведениях Черстин Торвалль писала об отце, страдавшем биполярным расстройством и умершем в возрасте 47 лет, и матери, придерживавшейся исключительно строгих религиозных взглядов.
Ещё в юности у Черстин обнаружились способности к рисованию, и после окончания Высшей школы для женщин в Уппсале (Uppsala högre elementarläroverk för kvinnor) она записалась на курсы рисунка в школе Андерса Бекмана. Затем она начала сотрудничать с рядом изданий в качестве иллюстратора моды и обозревателя. В 1953 году она создала иллюстрации к книге Астрид Линдгрен «Калле Блюмквист и Расмус». С этого началась дружба и дальнейшее сотрудничество между Торвалль и Линдгрен.
Собственный литературный дебют Черстин Торвалль состоялся также в качестве детской писательницы: в 1957 году вышла её книга «Förstå mig», написанная в соавторстве с психологом Густавом Юнсоном. Впоследствии она много писала для детей и юношества, намеренно отходя от устоявшихся традиций дидактической детской литературы и создавая реалистичные произведения о проблемах, которые испытывают дети при столкновении с миром взрослых.
С 1970-х годов Черстин Торвалль начала также писать книги для взрослых, многие из которых основывались на её собственном жизненном опыте. Если в качестве детской писательницы Торвалль имела безусловный успех, то её «взрослая» литература подвергалась критике, в том числе из-за откровенности, которую находили чрезмерной. В 1976 году вышел её роман «Det mest förbjudna», в котором она полемизировала с консервативными взглядами собственной матери и затрагивала табуированную тему женской сексуальности. Роман был сочтён шокирующим, но имел коммерческий успех.
Черстин Торвалль много писала на протяжении 1970-х и 1980-х годов, опубликовав в числе прочего несколько поэтических сборников. Однако настоящее признание к ней пришло лишь в 1993 году, когда вышла первая часть её трилогии, также основанной на автобиографических мотивах, — «När man skjuter arbetare». В 1994 году Торвалль получила за эту книгу Премию Муа Мартинсон. Вторая и третья части трилогии были изданы в 1995 и 1998 годах.
Писательница умерла в 2010 году в Стокгольме. В 2013 году была издана её биография, написанная Беатой Арнборг. В 2016 году по мотивам её романа «Det mest förbjudna» был снят трёхсерийный телевизионный фильм.